# پلاسبو (فیلم)
پلاسبو (انگلیسی: Placebo Effect) یک فیلم است که در سال ۱۹۹۸ منتشر شد. از بازیگران آن می‌توان به فرانچسکو کوئین اشاره کرد.